# Costruttori di barche
Costruttori di barche (Boat Builders) è un cortometraggio animato del 1938 della serie Mickey Mouse diretto da Ben Sharpsteen e prodotto dalla Walt Disney Productions; uscì il 25 febbraio 1938 distribuito negli Stati Uniti dalla RKO Radio Pictures.

## Trama
Topolino, Paperino e Pippo decidono di costruire una barca (che battezzeranno Queen Minnie) fatta di pezzi pieghevoli, seguendo le istruzioni spartane che recitano "basta mettere insieme tutti i pezzi" e "anche un bambino lo può fare". Durante l'operazione incontrano molti problemi: Topolino finisce appeso alla cima dell'albero maestro mentre cerca di montarlo; Paperino cerca inutilmente di dipingere il timone mentre Topolino, a sua insaputa, continua a girarne la ruota e Pippo, dopo aver superato molti inconvenienti con dei chiodi, si innamora della polena pensando che sia una donna vera. Alla fine la nave è pronta, ma il suo viaggio inaugurale sarà assai breve, poiché Minni la colpisce troppo forte con la bottiglia di champagne usata per il varo. La nave si smonta completamente e Topolino, Paperino e Pippo si ritrovano a galleggiare in acqua tra i vari pezzi.

## Distribuzione

### Edizione italiana
Il corto fu distribuito in Italia direttamente in VHS nel settembre 1982, all'interno della raccolta Cartoon Festival III e in lingua originale. L'unico doppiaggio italiano conosciuto è quello realizzato dalla Royfilm per la VHS Sono io... Pippo uscita nel marzo 1990, poi utilizzato in tutte le successive occasioni.

### Edizioni home video

#### VHS
America del Nord
- Mickey Mouse and Donald Duck Cartoon Collections Volume 3 (1981)
- Mickey & the Gang (28 settembre 1989)

Italia
- Cartoon Festival III (settembre 1982)[4]
- Sono io... Pippo (marzo 1990)
- Topolino apprendista scalatore (settembre 1994)
- Storie quasi titaniche (ottobre 1998)[5]
- Topolino: un eroe... mille avventure (19 settembre 2000)[6]

#### DVD
Una volta restaurato, il cortometraggio fu distribuito in DVD nel secondo disco della raccolta Topolino star a colori, facente parte della collana Walt Disney Treasures e uscita in America del Nord il 4 dicembre 2001 e in Italia il 21 aprile 2004.